# Raúl Jiménez
Raúl Alonso Jiménez Rodríguez (Tepeji del Río, Hidalgo, México; 5 de mayo de 1991) es un futbolista mexicano que juega de delantero en el Fulham F. C. de la Premier League de Inglaterra.
Debutó como profesional en 2011 con el Club América y en el año 2014 fichó por el Atlético de Madrid a cambio de 10.5 millones de euros; que le convirtieron en el jugador mexicano por el que, jugando en México, un equipo extranjero pagó más dinero.
Tras un año a préstamo en el Benfica, en 2016 el club portugués optó por adquirirlo de manera definitiva, pagando 22 millones de euros por su traspaso, esta cifra no solo lo convirtió en el fichaje más costoso en la historia del fútbol portugués, sino también en el mexicano más caro de todos los tiempos.
En enero de 2025, logró convertirse en el máximo goleador mexicano en la historia de la Premier League. Además, es conocido por su alta tasa de efectividad al cobrar penales.

## Trayectoria

#### Comienzos en Club América
Después de conquistar varios títulos en la categoría sub-20, el joven recibió una oportunidad por parte de Alfredo Tena al ser seleccionado como titular para el partido de la fecha 12 del Apertura 2011 contra Monarcas Morelia. Así, el domingo 9 de octubre de 2011 debutó en el Estadio Azteca con el número 47 en su dorsal. Fueron 46 minutos los que Raúl estuvo dentro del terreno de juego.

#### Consagración
Raúl comenzó a participar el 11 de febrero de 2012, frente al Atlas de Guadalajara, que terminó en empate 1-1. Raúl accedió al partido en la segunda mitad en un cambio por Christian Bermúdez. Anotó su primer gol en la competición el 9 de marzo de 2012, en un empate frente al Tijuana. Raúl apareció 12 veces y marcó en 1 ocasión.
Tras su participación en los Juegos Olímpicos de Londres 2012 y la salida de Vicente Matías Vuoso, Raúl fue titular en el Torneo Apertura 2012 donde destacó en la escuadra de Miguel Herrera siendo la dupla, junto con Christian Benítez, en la delantera del Club América. Para ese mismo torneo, Raúl tomó la camiseta número 9 tras la salida de Enrique Esqueda dejando su camisa número 47 con la que debutó. Raúl anotó su primer gol en la Primera División el 15 de septiembre de 2012, en la victoria 2-0 frente a Santos Laguna. Raúl volvió a anotar otro gol después de 2 semanas en el empate frente a Monarcas Morelia. Raúl recibió su primera tarjeta roja durante la victoria del América frente a San Luis, lo que significó que Raúl se perdió "El Clásico de Clásicos" frente a Chivas. El 3 de noviembre de 2012, marcó su tercer gol frente al Pachuca. El 17 de noviembre de 2012, Raúl volvió a anotar en la derrota del América frente a Monarcas en un partido de Cuartos de final (vuelta). El final del global fue 3-2 a favor de América y lo hizo avanzar a las semifinales frente al Toluca en las que fue derrotado. Rául terminó el torneo con 16 partidos y 4 goles.
Raúl comenzó el torneo con el club el 19 de enero de 2013 donde fue titular y anotó su primer doblete frente al Atlante. 
El 2 de febrero de 2013 anotó otro gol en la victoria del América frente al Querétaro. El 31 de marzo, Raúl anotó su segundo doblete, en el "Clásico de clásicos" frente al Chivas, donde el resultado fue 2-0 a favor de América. Raúl terminó la fase regular con 8 goles y logrando ser el máximo goleador mexicano del 'Goleo Individual'. Anotó un gol en los play-offs del torneo frente a los Pumas de la UNAM, en los cuartos de final de ida, el 8 de mayo.
El 26 de mayo de 2013, Raúl jugó como titular la final histórica frente al Cruz Azul, donde el Azul partía con ventaja de un gol. Además, para hacerlo aún más complicado, Teófilo Gutiérrez anotó otro gol para el Azul. Pese a esto, el Club América logró el empate con un gol de tiro de esquina de Aquivaldo Mosquera y con otro en el tiempo de compensación por el portero Moisés Muñoz. Los equipos tuvieron que acceder a la prórroga, donde el marcador se mantuvo sin cambios después de los 30 minutos jugados y se accedió a los penaltis. En la tanda desde los 11 metros, Rául anotó el primero y tras las fallas y aciertos de los equipos el Club América se proclamó campeón del Torneo Clausura 2013.
Raúl jugó todo el torneo como titular. El Club América, tras buenos resultados, llegó a la final contra el Club León, en la que fue derrotado por 2-0 en la ida, y 3-1 en la vuelta llegando a un marcador global de 5-1, a favor de León. Raúl terminó el torneo con 18 apariciones y 8 goles marcados.
Durante el torneo, Rául y Luis Gabriel Rey fueron la delantera del Club América. En el partido de cuartos de final de ida contra Santos Laguna anotó un triplete; el resultado final fue de 5-3 a favor de América pero en el partido de vuelta el resultado fue 1-3 a favor de Santos Laguna y el América fue eliminado por la regla del gol de visitante, tras un global de 6-6.
Raúl terminó el torneo con 17 partidos, y 8 goles anotados y surgieron rumores que indicaban que Raúl podría pasar a un equipo europeo después de la Copa del Mundo.
Después de su participación en la Copa del Mundo distintos rumores especularon con la salida de Raúl hacia el Fútbol Club Oporto. Sin embargo, tuvo un gran comienzo de torneo con el Club América anotando 4 goles en 3 partidos; Raúl marcó un triplete frente al Puebla y, además, asistió a Oribe Peralta; el resultado final fue de 4-0 a favor de América. 
El 9 de agosto, Rául jugó su último partido como americanista frente a Tigres de la UANL, dando una asistencia de gol a Miguel Layún.
El 14 de agosto, Rául dejó las instalaciones del Club América tras el acuerdo con el Atlético de Madrid.
Raúl obtuvo el título del Apertura 2014 obtenido por el América, donde tuvo participación en 4 encuentros y anotó 4 goles al inicio del torneo antes de ser vendido al Atlético de Madrid.

### Atlético de Madrid

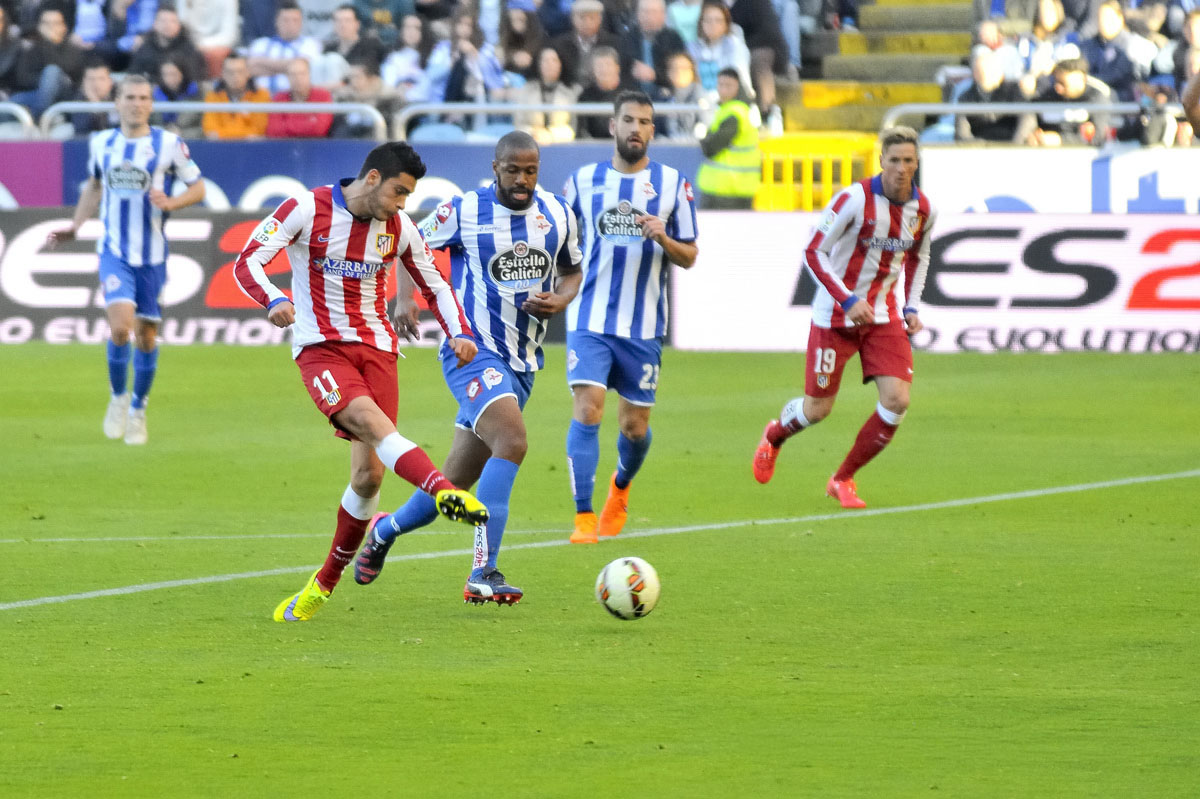
Raúl Jiménez jugando con el Atlético de Madrid.

El 13 de agosto de 2014, el Club Atlético de Madrid anunció el fichaje de Rául por un costo de 10,5 millones de euros.
El 15 de agosto de 2014, Raúl Jiménez hizo su debut como titular con el Atlético de Madrid en la final del Trofeo Ramón de Carranza frente a la Sampdoria; el resultado fue 2-0 a favor del Atlético de Madrid. Raúl abandonó la cancha en el minuto 79 por Iván Alejo. El 19 de agosto se produjo su debut en competición oficial; fue en la ida de la Supercopa de España en la que el Atlético de Madrid empató a uno frente al Real Madrid. Raúl no fue titular pero saltó al campo en el minuto 78 en sustitución de Mario Mandžukić.
El 27 de septiembre de 2014 Jiménez anotó su primer gol en la liga española entrando de cambio al minuto 74 por Mario Mandžukić y marcando al 84' en donde su equipo venció 4-0 al Sevilla Fútbol Club. El 21 de marzo de 2015 logró dar su primera asistencia para gol como colchonero, ante el Getafe.

### S. L. Benfica

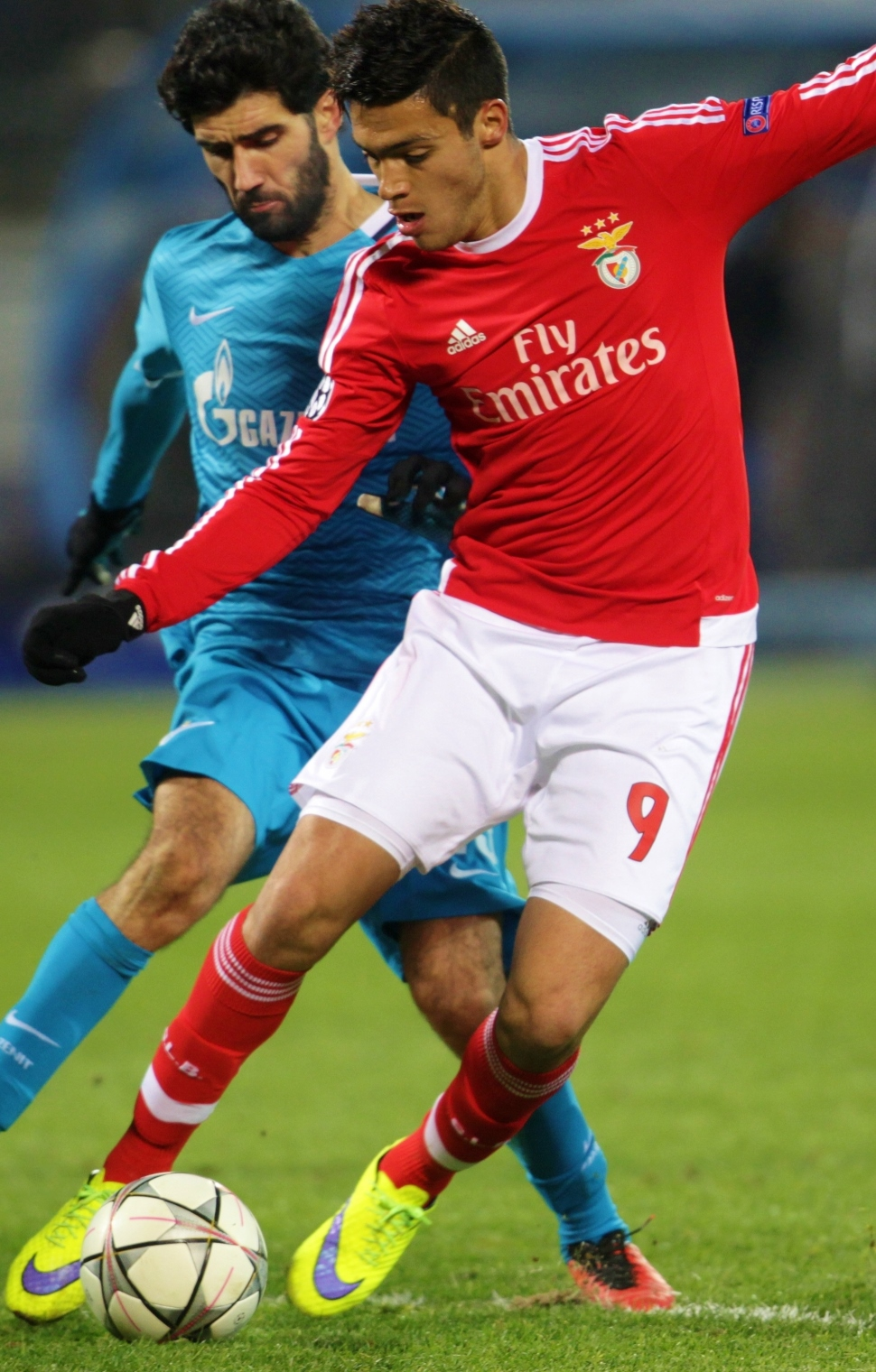
Raúl disputando un partido de la Liga de Campeones de la UEFA.

El 13 de agosto del 2015 se hizo oficial el fichaje de Jiménez por alrededor de nueve millones de euros en un contrato por 5 años, donde el S. L. Benfica adquirió el 50% de sus derechos.
El 23 de agosto de 2015, Raúl debutó con el S. L. Benfica entrando en el minuto 77 en la derrota 1-0 ante el Arouca. Seis días después, Raúl anotó su primer gol con el S. L. Benfica en la victoria 3-2 ante el Moreirense.
El 25 de noviembre de 2015 Jiménez debutó como goleador en la UEFA Champions League al marcar un doblete y dar el empate a su equipo que iba abajo 2-0 en el marcador ante el FC Astana y así darle medio boleto a los octavos de final a su equipo. El 20 de diciembre Raúl Jiménez entró de cambio y le bastaron 20 minutos para marcar el tercer gol de su equipo en la victoria sobre Río Ave, nueve días después le da la victoria a su club por la mínima sobre CD Nacional. El 9 de abril marca el gol de la victoria como visitantes 2 a 1 sobre Académica, cuatro días más tarde marca gol en el empate a dos goles frente al Bayern de Múnich por los cuartos de la Liga de Campeones de la UEFA donde caerían eliminados en el global 3-2, el 24 del mismo mes marca el único gol en la victoria en casa de Rio Ave.
El 20 de julio de 2016, el S. L. Benfica decide comprar en forma definitiva la ficha del jugador, y le paga al Atlético de Madrid la cantidad de 22 millones de euros. Con esto, se convierte en el jugador mexicano más caro de todos los tiempos.

Su primer gol de la nueva temporada lo marca el 21 de agosto en el empate a un gol frente a Vitória Setúbal, a los seis días marca en el 1-3 como visitantes en casa de CD Nacional. Su primer gol de la Liga de Campeones de la UEFA 2016-17 lo hace el 6 de diciembre en la derrota como locales 1-2 contra el S. S. C. Napoli, a los cinco días marca el gol de la victoria 2 a 1 sobre el rival directo de Liga, el Sporting de Lisboa. El 7 de mayo marca el gol de la victoria por la mínima en casa del Rio Ave, al siguiente fin de semana marca en la goleada 5 a 0 sobre Vitória de Guimarães con los que se consagran campeones de la Primeira Liga.

#### Préstamo a «los wolves»
El 12 de junio de 2018, el Benfica cedió a Raúl a los Wolverhampton Wanderers, equipo recién ascendido a la Premier League, en un préstamo durante toda la temporada por un costo de 3 millones de €, con una cláusula de rescisión de 38 millones de €. El 29 de junio, se informó que había extendido su contrato con el Benfica hasta junio de 2021 antes de ser cedido.
Raúl hizo su debut no oficial con el equipo el 22 de julio en un partido semifinal contra VfL Bochum en la H-Hotels Cup, donde no logró convertir un penal, el primero después de su índice de conversión perfecto. El 11 de agosto, Raúl marcó en su debut competitivo para los wolves al marcar el gol de empate que le valió al equipo local un empate 2–2 al visitar al Everton en el primer fin de semana de la temporada de la Premier League. El 16 de septiembre, Jiménez marcó el único gol en la victoria sobre el Burnley. El 22 de septiembre, brindó asistencia a João Moutinho para empatar el partido 1–1 contra el Manchester United en la liga. El 29 de septiembre, brindó asistencia a Ivan Cavaleiro para marcar el primer gol en una victoria por 2-0 sobre el Southampton. El 6 de octubre, Jiménez asistió para el gol de Matt Doherty en la victoria por 1-0 de su equipo sobre Crystal Palace; fue su tercera asistencia de la temporada, lo que significa que Raúl estuvo involucrado en un gol en cada uno de los cuatro juegos de liga anteriores para los wolves, asistiendo en los últimos tres después de anotar en el juego antes de eso. El 11 de noviembre, proporcionó la asistencia a Ivan Cavaleiro en el empate 1–1 contra el Arsenal, llevando su cuenta de asistencia de temporada a cuatro. Raúl marcó el primer gol del Wolverhampton en una victoria por 2-1 ante Chelsea en Molineux el 5 de diciembre. Raúl marcó el primer gol en la victoria de Wolves 2-0 sobre Bournemouth el 15 de diciembre. Esta fue la primera vez que el Wolverhampton ganó tres juegos consecutivos de la Premier League y la primera vez que Wolves ganó tres juegos seguidos en la máxima categoría del fútbol inglés desde 1980.
El 10 de marzo de 2019, con su gol para los lobos en su empate 1–1 contra el Chelsea, Jiménez empató a Steven Fletcher como el jugador de los Lobos con más goles anotados en la Premier League en doce temporadas. Seis días después, Jiménez marcó el primer gol para el Wolverhampton en una victoria en casa por 2-1 sobre el Manchester United para avanzar a la semifinal de la FA Cup; fue su tercer gol en la copa y el decimoquinto de la temporada en todas las competiciones.
Después del excelente rendimiento de Raúl el 4 de abril de 2019, se anunció que los wolves había ejercido su opción de 38 millones de euros para firmar a Raúl Alonso en un contrato de cuatro años, y el movimiento del préstamo se hizo permanente el 1 de julio. La firma fue por un récord del club de £ 30 millones, superando la transferencia de Adama Traoré de £ 18 millones.
Anotó su gol número 13 de la Premier League el 27 de abril, igualando la marca de Javier Hernández de más goles anotados por un mexicano en la Premier League dirigiéndose a un cruce de Diogo Jota desde corta distancia para abrir el marcador en la victoria por 2-1 contra el Watford, convirtiéndose en el jugador de los wolves con más goles anotados en una sola temporada de la Premier League. Raúl anotó 17 goles en todas las competiciones, y culminó su temporada como «El Mejor Jugador de la Temporada» de los Wolverhampton Wanderers al ser elegido por los aficionados el 15 de mayo.

### Wolverhampton Wanderers F. C.

#### Temporada 2019–20
El 9 de julio de 2019, Nuno Espírito Santo excusó a Raúl de no asistir a la gira de pretemporada del equipo en China y, posiblemente, al debut de la Liga Europa de la UEFA del club para descansar después de la actividad de verano que tuvo con la selección mexicana. El 1 de agosto, marcó sus goles 50 y 51 en Europa después de anular un refuerzo contra el Crusaders Football Club en la segunda ronda de clasificación de la Liga Europa de la UEFA 2019-20. En la tercera ronda de clasificación, Raúl anotó otro doblete para ayudar a los lobos a una victoria por 4-0 en el partido de ida sobre el equipo armenio FC Pyunik Ereván. Marcó su primer gol de la temporada en la Premier League el 25 de agosto en el empate 1–1 contra el Burnley, convirtiéndose desde el punto de penalti a los 97 minutos. El 2 de noviembre, marcaría el empate de su equipo en el minuto 76 en un resultado de 1–1 contra el Arsenal. El 28 de noviembre, marcaría un gol y proporcionó dos asistencias en un resultado de 3–3 contra el Sporting de Braga. Como resultado de sus actuaciones en noviembre, Raúl fue votado como «El Jugador del Mes de la PFA Bristol Street Motors».
El 27 de diciembre, Raúl, al marcar el segundo gol del Wolverhampton en su victoria por 3-2 en casa sobre el Manchester City, marcó su octavo gol en la Premier League y el 17 en todas las competiciones, igualando su total de la temporada anterior. El 18 de enero, anotaría un doblete en una victoria 3-2 sobre el Southampton y se convirtió en el máximo anotador de todos los tiempos de «los wolves» en una sola campaña de la Premier League con 15 partidos restantes aún por jugar. El 20 de junio, Jiménez rompió su propio récord, establecido la temporada anterior, de mayor anotador del Wolverhampton en una sola temporada de la Premier League, después de anotar un cabezazo en la victoria por 2-0 sobre el West Ham United, su decimocuarto gol en la EPL de la temporada.

## Selección nacional

### Categorías inferiores
Sus buenas actuaciones lo llevaron a formar parte de la Selección Olímpica en el plantel del Torneo Esperanzas de Toulon de 2012. El técnico de la Selección Mexicana Sub-23, Luis Fernando Tena, lo convocó para ir al Torneo en Francia, a efectuarse del 23 de mayo al 1 de junio de 2012. Debutó el 24 de mayo contra la Selección sub-23 de Marruecos y anotó su primer gol con la Selección en la victoria 4-2 sobre Holanda el 30 de mayo. Raúl tuvo una participación destacada logrando anotar para conseguir la victoria en la final del Torneo.
Tras la calificación de la Selección de fútbol sub-23 de México al torneo masculino de fútbol de los Juegos Olímpicos de Londres 2012 fue convocado oficialmente dentro de la lista de 18 jugadores del equipo dirigido por Luis Fernando Tena, al estar dentro del límite de edad establecido por la FIFA, para formar la Selección Olímpica en el inicio de la preparación hacia Londres 2012. En dicho torneo Raúl jugó cinco partidos y se proclamó campeón obteniendo la medalla de oro.

### Selección absoluta

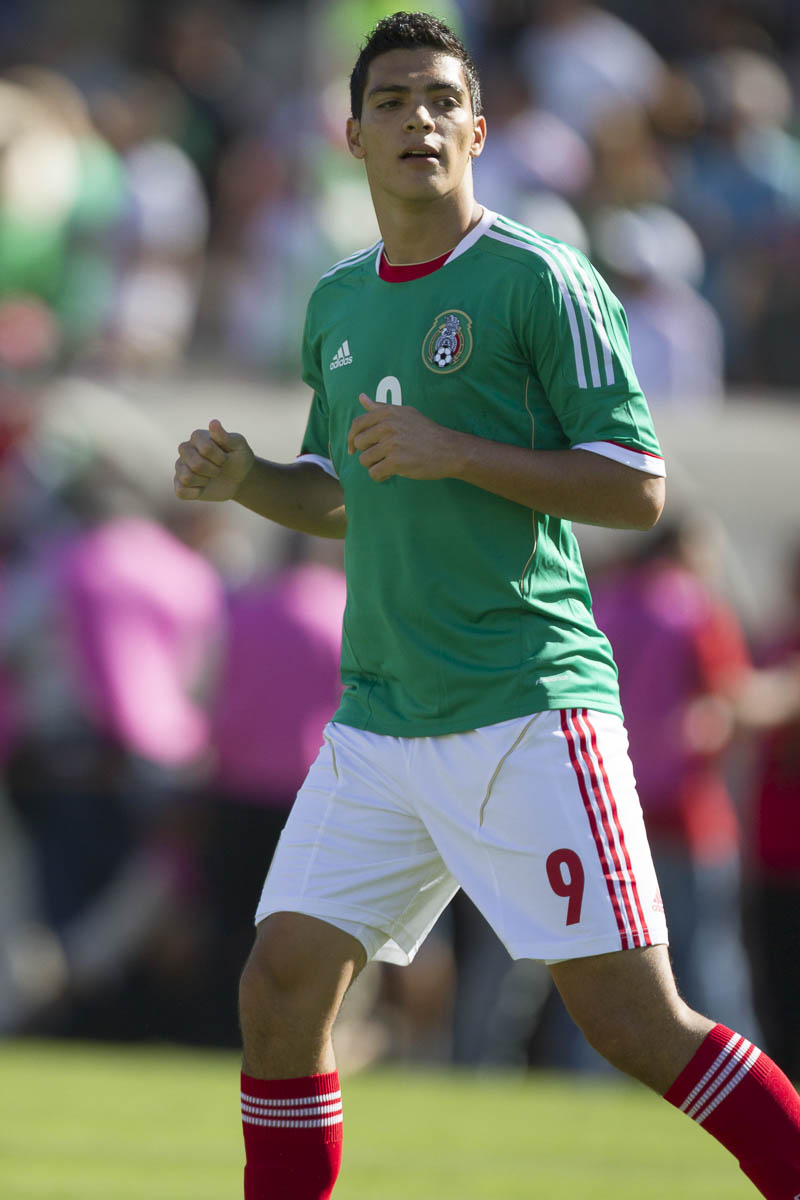
Raúl con la selección mexicana

Debutó con la Selección Mexicana el 13 de enero del 2013 contra Dinamarca en un duelo amistoso en Estados Unidos. Anotó su primer gol como internacional en el segundo partido de la Copa de Oro frente a Canadá. Jiménez marcó la primera anotación de la victoria 2-0.
La noche del 11 de octubre de 2013, en un partido clave de la selección mexicana en contra de Panamá, en el cual se perdían las esperanzas de clasificar al Mundial de Fútbol de Brasil 2014, toda vez que era indispensable ganar y, sin embargo, se encontraban empatados a un gol, faltando cinco minutos para finalizar el tiempo regular de 90 minutos, Raúl Jiménez marcó quizás el gol más importante hasta entonces de su carrera, al rematar de chilena un pase de Fernando Arce. Con este gol, la Selección mexicana logró un agónico triunfo de dos goles a uno, dejando en ese momento, aún abierta la posibilidad de acudir nuevamente a un Mundial. Esa anotación, correspondiente a la eliminatoria de Concacaf, fue distinguida como la mejor del año en dicha zona. Marca su primer doblete con la selección nacional ante el Seleccionado de Bielorrusia dicho partido terminó a favor de los europeos.
En el 2015 participó en la Copa América donde anotó dos goles; regresó a la selección después de no participar en la Copa Oro de la Concacaf, en un amistoso contra la selección de Trinidad y Tobago, entrando de cambio al segundo tiempo, donde anotaría el segundo gol para el cuadro azteca.
En mayo del 2016, Jimenéz entró en la convocatoria de los 23 jugadores de la Selección Mexicana del DT Juan Carlos Osorio para disputar la Copa América Centenario en Estados Unidos.
Fue convocado para jugar la Copa Mundial de Fútbol de 2018 disputada en Rusia, que sería su segundo Mundial. Ingresó unos minutos en la victoria contra Alemania en el debut, y en la derrota contra Brasil en los octavos de final.
Participó en los tres encuentros que la selección mexicana disputó en la Copa Mundial de Futbol de Catar 2022.

### Participaciones en fases eliminatorias
| Torneo                        | Categoría | Sede     | Resultado      | Partidos | Goles |
| ----------------------------- | --------- | -------- | -------------- | -------- | ----- |
| Clasificación Mundial de 2014 | Absoluta  | Concacaf | Cuarto puesto  | 7        | 2     |
| Clasificación Mundial de 2018 | Absoluta  | Concacaf | Primer puesto  | 10       | 2     |
| Clasificación Mundial de 2022 | Absoluta  | Concacaf | Segundo puesto | 9        | 3     |

### Participaciones en fases finales
| Torneo                         | Categoría | Sede           | Resultado        | Partidos | Goles |
| ------------------------------ | --------- | -------------- | ---------------- | -------- | ----- |
| Juegos Olímpicos de 2012       | Sub-23    | Londres        | Campeón          | 5        | 0     |
| Copa Confederaciones de 2013   | Absoluta  | Brasil         | Primera fase     | 3        | 0     |
| Copa de Oro de 2013            | Absoluta  | Estados Unidos | Semifinal        | 4        | 2     |
| Copa Mundial de Fútbol de 2014 | Absoluta  | Brasil         | Octavos de final | 1        | 0     |
| Copa América de 2015           | Absoluta  | Chile          | Primera fase     | 3        | 2     |
| Copa Concacaf de 2015          | Absoluta  | Estados Unidos | Campeón          | 1        | 0     |
| Copa América de 2016           | Absoluta  | Estados Unidos | Cuartos de final | 3        | 0     |
| Copa Confederaciones de 2017   | Absoluta  | Rusia          | Cuarto puesto    | 4        | 1     |
| Copa Mundial de Fútbol de 2018 | Absoluta  | Rusia          | Octavos de final | 2        | 0     |
| Copa de Oro de 2019            | Absoluta  | Estados Unidos | Campeón          | 5        | 4     |
| Liga de Naciones de 2019-20    | Absoluta  | Concacaf       | Subcampeón       | 2        | 2     |
| Copa Mundial de Fútbol de 2022 | Absoluta  | Catar          | Primera Fase     | 3        | 0     |
| Liga de Naciones de 2024-25    | Absoluta  | Concacaf       | Campeón          | 4        | 5     |
| Copa de Oro de 2025            | Absoluta  | Estados Unidos | Campeón          | 6        | 3     |

## Estadísticas

### Clubes
Actualizado al último partido jugado el 25 de mayo de 2025.
| Club                           | Div.          | Temporada     | Liga  | Liga  | Liga   | Copas nacionales | Copas nacionales | Copas nacionales | Copas internacionales | Copas internacionales | Copas internacionales | Total | Total | Total  | Media goleadora |
| Club                           | Div.          | Temporada     | Part. | Goles | Asist. | Part.            | Goles            | Asist.           | Part.                 | Goles                 | Asist.                | Part. | Goles | Asist. | Media goleadora |
| ------------------------------ | ------------- | ------------- | ----- | ----- | ------ | ---------------- | ---------------- | ---------------- | --------------------- | --------------------- | --------------------- | ----- | ----- | ------ | --------------- |
| C. América · México            |               |               |       |       |        |                  |                  |                  |                       |                       |                       |       |       |        |                 |
| 1ª                             | 2011-12       | 18            | 2     | 4     | —      | —                | —                | —                | —                     | —                     | 18                    | 2     | 4     | 0.11   |                 |
| 1ª                             | 2012-13       | 39            | 14    | 6     | 5      | 0                | 3                | —                | —                     | —                     | 44                    | 14    | 9     | 0.32   |                 |
| 1ª                             | 2013-14       | 35            | 16    | 1     | —      | —                | —                | 2                | 2                     | 1                     | 37                    | 18    | 2     | 0.49   |                 |
| 1ª                             | 2014          | 4             | 4     | 2     | —      | —                | —                | —                | —                     | —                     | 4                     | 4     | 2     | 1.00   |                 |
| Total club                     | Total club    | 96            | 36    | 13    | 5      | 0                | 3                | 2                | 2                     | 1                     | 103                   | 38    | 17    | 0.37   |                 |
| Atlético de Madrid · España    |               |               |       |       |        |                  |                  |                  |                       |                       |                       |       |       |        |                 |
| 1.ª                            | 2014-15       | 21            | 1     | 2     | 6      | 0                | 0                | 1                | 0                     | 0                     | 28                    | 1     | 2     | 0.04   |                 |
| Total club                     | Total club    | 21            | 1     | 2     | 6      | 0                | 0                | 1                | 0                     | 0                     | 28                    | 1     | 2     | 0.04   |                 |
| S. L. Benfica Portugal         |               |               |       |       |        |                  |                  |                  |                       |                       |                       |       |       |        |                 |
| 1ª                             | 2015-16       | 28            | 5     | 2     | 7      | 4                | 0                | 10               | 3                     | 3                     | 45                    | 12    | 5     | 0.27   |                 |
| 1ª                             | 2016-17       | 19            | 7     | 2     | 7      | 3                | 1                | 6                | 1                     | 0                     | 32                    | 11    | 3     | 0.34   |                 |
| 1ª                             | 2017-18       | 33            | 6     | 6     | 5      | 2                | 0                | 5                | 0                     | 0                     | 43                    | 8     | 6     | 0.19   |                 |
| Total club                     | Total club    | 80            | 18    | 10    | 19     | 9                | 1                | 21               | 4                     | 3                     | 120                   | 31    | 14    | 0.26   |                 |
| Wolverhampton F. C. Inglaterra |               |               |       |       |        |                  |                  |                  |                       |                       |                       |       |       |        |                 |
| 1ª                             | 2018-19       | 38            | 13    | 7     | 6      | 4                | 0                | —                | —                     | —                     | 44                    | 17    | 7     | 0.39   |                 |
| 1ª                             | 2019-20       | 38            | 17    | 6     | 2      | 0                | 0                | 15               | 10                    | 4                     | 55                    | 27    | 10    | 0.49   |                 |
| 1ª                             | 2020-21       | 10            | 4     | 0     | 1      | 0                | 0                | —                | —                     | —                     | 11                    | 4     | 0     | 0.36   |                 |
| 1ª                             | 2021-22       | 34            | 6     | 4     | 2      | 0                | 1                | —                | —                     | —                     | 36                    | 6     | 5     | 0.17   |                 |
| 1ª                             | 2022-23       | 15            | 0     | 1     | 5      | 3                | 0                | —                | —                     | —                     | 20                    | 3     | 1     | 0.15   |                 |
| Total club                     | Total club    | 135           | 40    | 18    | 16     | 7                | 1                | 15               | 10                    | 4                     | 166                   | 57    | 23    | 0.34   |                 |
| Fulham F. C. Inglaterra        |               |               |       |       |        |                  |                  |                  |                       |                       |                       |       |       |        |                 |
| 1.ª                            | 2023-24       | 24            | 7     | 0     | 5      | 0                | 0                | —                | —                     | —                     | 29                    | 7     | 0     | 0.24   |                 |
| 1.ª                            | 2024-25       | 38            | 12    | 3     | 5      | 2                | 0                | —                | —                     | —                     | 43                    | 14    | 3     | 0.33   |                 |
| Total club                     | Total club    | 62            | 19    | 3     | 10     | 2                | 0                | 0                | 0                     | 0                     | 72                    | 21    | 3     | 0.29   |                 |
| Total carrera                  | Total carrera | Total carrera | 394   | 114   | 46     | 56               | 18               | 5                | 39                    | 16                    | 8                     | 489   | 148   | 59     | 0.3             |
| 1. 2. 3.                       |               |               |       |       |        |                  |                  |                  |                       |                       |                       |       |       |        |                 |

#### Partidos en competición internacional
| Goles en competición internacional | Goles en competición internacional | Goles en competición internacional | Goles en competición internacional | Goles en competición internacional | Goles en competición internacional | Goles en competición internacional |
| Fecha                              | Estadio                            | Resultado                          | Resultado                          | Resultado                          | Goles                              | Competición                        |
| ---------------------------------- | ---------------------------------- | ---------------------------------- | ---------------------------------- | ---------------------------------- | ---------------------------------- | ---------------------------------- |
| 18 de septiembre de 2013           | Estadio Azteca                     | C. América                         | 3 - 0                              | S. San Miguelito                   | Anotado · Anotado                  | Liga de Campeones de la Concacaf   |
| 25 de noviembre de 2015            | Astana Arena                       | F. K. Astaná                       | 2 - 2                              | S. L. Benfica                      | Anotado · Anotado                  | Liga de Campeones de la UEFA       |
| 13 de abril de 2016                | Estádio da Luz                     | S. L. Benfica                      | 2 - 2                              | Bayern de Múnich                   | Anotado                            | Liga de Campeones de la UEFA       |
| 6 de diciembre de 2016             | Estádio da Luz                     | S. L. Benfica                      | 1 - 2                              | S. S. C. Napoli                    | Anotado                            | Liga de Campeones de la UEFA       |
| 1 de agosto de 2019                | Estadio Seaview                    | Crusaders F. C.                    | 1 - 4                              | Wolverhampton F. C.                | Anotado · Anotado                  | Liga Europa de la UEFA             |
| 8 de agosto de 2019                | Vazgen Sargsyan                    | F. C. Pyunik                       | 0 - 4                              | Wolverhampton F. C.                | Anotado · Anotado                  | Liga Europa de la UEFA             |
| 22 de agosto de 2019               | Olímpico de Turín                  | Torino F. C.                       | 2 - 3                              | Wolverhampton F. C.                | Anotado                            | Liga Europa de la UEFA             |
| 29 de agosto de 2019               | Molineux Stadium                   | Wolverhampton F. C.                | 2 - 1                              | Torino F. C.                       | Anotado                            | Liga Europa de la UEFA             |
| 24 de octubre de 2019              | Tehelné pole                       | Š. K. Slovan Bratislava            | 2 - 1                              | Wolverhampton F. C.                | Anotado                            | Liga Europa de la UEFA             |
| 7 de noviembre de 2019             | Molineux Stadium                   | Wolverhampton F. C.                | 1 - 0                              | Š. K. Slovan Bratislava            | Anotado                            | Liga Europa de la UEFA             |
| 28 de noviembre de 2019            | Municipal de Braga                 | S. C. Braga                        | 3 - 3                              | Wolverhampton F. C.                | Anotado                            | Liga Europa de la UEFA             |
| 6 de agosto de 2020                | Molineux Stadium                   | Wolverhampton F. C.                | 1 - 0                              | Olympiakos F. C.                   | Anotado                            | Liga Europa de la UEFA             |

### Selección de México
Actualizado al último partido jugado el 6 de julio de 2025.
| Selección         | Año   | Eliminatorias | Eliminatorias | Eliminatorias | Continental | Continental | Continental | Mundial | Mundial | Mundial | Amistosos | Amistosos | Amistosos | Total | Total | Total  | Media goleadora |
| Selección         | Año   | Part.         | Goles         | Asist.        | Part.       | Goles       | Asist.      | Part.   | Goles   | Asist.  | Part.     | Goles     | Asist.    | Part. | Goles | Asist. | Media goleadora |
| ----------------- | ----- | ------------- | ------------- | ------------- | ----------- | ----------- | ----------- | ------- | ------- | ------- | --------- | --------- | --------- | ----- | ----- | ------ | --------------- |
| Sub-23 · México   |       |               |               |               |             |             |             |         |         |         |           |           |           |       |       |        |                 |
| 2012              | —     | —             | —             | —             | —           | —           | 5           | 0       | 1       | 7       | 1         | 4         | 12        | 1     | 5     | 0.08   |                 |
| Total             | 0     | 0             | 0             | 0             | 0           | 0           | 5           | 0       | 1       | 7       | 1         | 4         | 12        | 1     | 5     | 0.08   |                 |
| Absoluta · México |       |               |               |               |             |             |             |         |         |         |           |           |           |       |       |        |                 |
| 2013              | 7     | 2             | 0             | 4             | 2           | 0           | 3           | 0       | 0       | 4       | 0         | 0         | 18        | 4     | 0     | 0.22   |                 |
| 2014              | —     | —             | —             | —             | —           | —           | 1           | 0       | 0       | 7       | 2         | 0         | 8         | 2     | 0     | 0.25   |                 |
| 2015              | 2     | 0             | 0             | 4             | 2           | 1           | —           | —       | —       | 8       | 1         | 1         | 14        | 3     | 2     | 0.21   |                 |
| 2016              | 3     | 1             | 0             | 3             | 0           | 2           | —           | —       | —       | 1       | 0         | 0         | 7         | 1     | 2     | 0.14   |                 |
| 2017              | 5     | 1             | 1             | —             | —           | —           | 4           | 1       | 0       | 3       | 2         | 0         | 12        | 4     | 1     | 0.33   |                 |
| 2018              | —     | —             | —             | —             | —           | —           | 2           | 0       | 0       | 7       | 2         | 1         | 9         | 2     | 1     | 0.22   |                 |
| 2019              | —     | —             | —             | 7             | 6           | 5           | —           | —       | —       | 4       | 1         | 0         | 11        | 7     | 5     | 0.63   |                 |
| 2020              | —     | —             | —             | —             | —           | —           | —           | —       | —       | 4       | 3         | 2         | 4         | 3     | 2     | 0.75   |                 |
| 2021              | 5     | 1             | 0             | —             | —           | —           | —           | —       | —       | —       | —         | —         | 5         | 1     | 0     | 0.20   |                 |
| 2022              | 4     | 2             | 0             | —             | —           | —           | 3           | 0       | 0       | 3       | 0         | 0         | 10        | 2     | 0     | 0.20   |                 |
| 2023              | —     | —             | —             | 2             | 0           | 0           | —           | —       | —       | 4       | 4         | 0         | 6         | 4     | 0     | 0.66   |                 |
| 2024              | —     | —             | —             | 2             | 1           | 1           | —           | —       | —       | 1       | 1         | 1         | 3         | 2     | 2     | 0.66   |                 |
| 2025              | —     | —             | —             | 8             | 7           | 0           | —           | —       | —       | 2       | 0         | 0         | 10        | 7     | 0     | 0.70   |                 |
| Total             | 26    | 7             | 1             | 30            | 18          | 9           | 13          | 1       | 0       | 48      | 16        | 5         | 117       | 42    | 15    | 0.35   |                 |
| Total             | Total | 26            | 7             | 1             | 30          | 18          | 9           | 18      | 1       | 1       | 55        | 17        | 9         | 129   | 43    | 20     | 0.33            |
| 1. 2.             |       |               |               |               |             |             |             |         |         |         |           |           |           |       |       |        |                 |

#### Partidos internacionales
| Detalle de partidos internacionales | Detalle de partidos internacionales | Detalle de partidos internacionales    | Detalle de partidos internacionales | Detalle de partidos internacionales | Detalle de partidos internacionales | Detalle de partidos internacionales | Detalle de partidos internacionales |
| N.º                                 | Fecha                               | Estadio                                | Rival                               | Resultado                           | Goles                               | Asist.                              | Competición                         |
| Selección Sub-23                    | Selección Sub-23                    | Selección Sub-23                       | Selección Sub-23                    | Selección Sub-23                    | Selección Sub-23                    | Selección Sub-23                    | Selección Sub-23                    |
| ----------------------------------- | ----------------------------------- | -------------------------------------- | ----------------------------------- | ----------------------------------- | ----------------------------------- | ----------------------------------- | ----------------------------------- |
| 1                                   | 24 de mayo de 2012                  | Stade De Lattre, Francia               | Marruecos                           | 3-4                                 |                                     | Asistencia · Asistencia             | Torneo Esperanzas de Toulon de 2012 |
| 2                                   | 26 de mayo de 2012                  | Stade du Ray, Francia                  | Francia                             | 3-1                                 |                                     |                                     | Torneo Esperanzas de Toulon de 2012 |
| 3                                   | 28 de mayo de 2012                  | Le Grand Stade, Francia                | Bielorrusia                         | 1-2                                 |                                     | Asistencia                          | Torneo Esperanzas de Toulon de 2012 |
| 4                                   | 30 de mayo de 2012                  | Parc des Sports, Francia               | Países Bajos                        | 2-4                                 | Anotado                             | Asistencia                          | Torneo Esperanzas de Toulon de 2012 |
| 5                                   | 1 de junio de 2012                  | Stade Perruc, Francia                  | Turquía                             | 3-0                                 |                                     |                                     | Torneo Esperanzas de Toulon de 2012 |
| —                                   | 5 de julio de 2012                  | Nou Camp, México                       | Club León                           | 1-1                                 |                                     | Asistencia                          | Amistoso                            |
| 6                                   | 15 de julio de 2012                 | Marbella Football Center, España       | Reino Unido                         | 0-1                                 |                                     |                                     | Amistoso                            |
| 7                                   | 21 de julio de 2012                 | City Ground, Inglaterra                | Japón                               | 1-2                                 |                                     |                                     | Amistoso                            |
| 8                                   | 26 de julio de 2012                 | St James' Park, Inglaterra             | Corea del Sur                       | 0-0                                 |                                     |                                     | Juegos Olímpicos de 2012            |
| 9                                   | 1 de agosto de 2012                 | Millenium Stadium, Gales               | Suiza                               | 1-0                                 |                                     |                                     | Juegos Olímpicos de 2012            |
| 10                                  | 4 de agosto de 2012                 | Wembley, Inglaterra                    | Senegal                             | 4-2                                 |                                     | Asistencia                          | Juegos Olímpicos de 2012            |
| 11                                  | 7 de agosto de 2012                 | Wembley, Inglaterra                    | Japón                               | 3-1                                 |                                     |                                     | Juegos Olímpicos de 2012            |
| 12                                  | 11 de agosto de 2012                | Wembley, Inglaterra                    | Brasil                              | 1-2                                 |                                     |                                     | Juegos Olímpicos de 2012            |
| Selección Absoluta                  |                                     |                                        |                                     |                                     |                                     |                                     |                                     |
| 1                                   | 30 de enero de 2013                 | University of Phoenix, Estados Unidos  | Dinamarca                           | 1-1                                 |                                     |                                     | Amistoso                            |
| 2                                   | 22 de marzo de 2013                 | Olímpico Metropolitano, Honduras       | Honduras                            | 2-2                                 |                                     |                                     | Clasificación Copa Mundial de 2014  |
| 3                                   | 17 de abril de 2013                 | Candlestick Park, Estados Unidos       | Perú                                | 0-0                                 |                                     |                                     | Amistoso                            |
| 4                                   | 31 de mayo de 2013                  | Reliant, Estados Unidos                | Nigeria                             | 2-2                                 |                                     |                                     | Amistoso                            |
| 5                                   | 4 de junio de 2013                  | Nacional, Jamaica                      | Jamaica                             | 0-1                                 |                                     |                                     | Clasificación Copa Mundial de 2014  |
| 6                                   | 11 de junio de 2013                 | Azteca, México                         | Costa Rica                          | 0-0                                 |                                     |                                     | Clasificación Copa Mundial de 2014  |
| 7                                   | 16 de junio de 2013                 | Maracaná, Brasil                       | Italia                              | 1-2                                 |                                     |                                     | Copa Confederaciones de 2013        |
| 8                                   | 19 de junio de 2013                 | Castelão, Brasil                       | Brasil                              | 2-0                                 |                                     |                                     | Copa Confederaciones de 2013        |
| 9                                   | 22 de junio de 2013                 | Mineirão, Brasil                       | Japón                               | 1-2                                 |                                     |                                     | Copa Confederaciones de 2013        |
| 10                                  | 7 de julio de 2013                  | Rose Bowl, Estados Unidos              | Panamá                              | 1-2                                 |                                     |                                     | Copa de Oro de 2013                 |
| 11                                  | 11 de julio de 2013                 | CenturyLink Field, Estados Unidos      | Canadá                              | 2-0                                 | Anotado                             |                                     | Copa de Oro de 2013                 |
| —                                   | 14 de julio de 2013                 | Sports Authority Field, Estados Unidos | Martinica                           | 1-3                                 |                                     |                                     | Copa de Oro de 2013                 |
| 12                                  | 20 de julio de 2013                 | Georgia Dome, Estados Unidos           | Trinidad y Tobago                   | 1-0                                 | Anotado                             |                                     | Copa de Oro de 2013                 |
| 13                                  | 24 de julio de 2013                 | Dallas Cowboys, Estados Unidos         | Panamá                              | 1-2                                 |                                     |                                     | Copa de Oro de 2013                 |
| 14                                  | 14 de agosto de 2013                | MetLife, Estados Unidos                | Costa de Marfil                     | 4-1                                 |                                     |                                     | Amistoso                            |
| 15                                  | 11 de octubre de 2013               | Azteca, México                         | Panamá                              | 2-1                                 | Anotado                             |                                     | Clasificación Copa Mundial de 2014  |
| 16                                  | 15 de octubre de 2013               | Nacional, Costa Rica                   | Costa Rica                          | 2-1                                 |                                     |                                     | Clasificación Copa Mundial de 2014  |
| —                                   | 30 de octubre de 2013               | Qualcomm, Estados Unidos               | Finlandia                           | 4-2                                 |                                     |                                     | Amistoso                            |
| 17                                  | 13 de noviembre de 2013             | Azteca, México                         | Nueva Zelanda                       | 5-1                                 | Anotado                             |                                     | Clasificación Copa Mundial de 2014  |
| 18                                  | 20 de noviembre de 2013             | Westpac, Nueva Zelanda                 | Nueva Zelanda                       | 2-4                                 |                                     |                                     | Clasificación Copa Mundial de 2014  |
| 19                                  | 5 de marzo de 2014                  | Georgia Dome, Estados Unidos           | Nigeria                             | 0-0                                 |                                     |                                     | Amistoso                            |
| 20                                  | 2 de abril de 2014                  | University of Phoenix, Estados Unidos  | Estados Unidos                      | 2-2                                 |                                     |                                     | Amistoso                            |
| 21                                  | 28 de mayo de 2014                  | Azteca, México                         | Israel                              | 3-0                                 |                                     |                                     | Amistoso                            |
| 22                                  | 31 de mayo de 2014                  | AT&T Stadium, Estados Unidos           | Ecuador                             | 3-1                                 |                                     |                                     | Amistoso                            |
| 23                                  | 3 de junio de 2014                  | Soldier Field, Estados Unidos          | Bosnia                              | 1-0                                 |                                     |                                     | Amistoso                            |
| 24                                  | 17 de junio de 2014                 | Castelão, Brasil                       | Brasil                              | 0-0                                 |                                     |                                     | Copa Mundial de Fútbol de 2014      |
| 25                                  | 12 de noviembre de 2014             | Amsterdam Arena, Países Bajos          | Países Bajos                        | 2-3                                 |                                     |                                     | Amistoso                            |
| 26                                  | 18 de noviembre de 2014             | Borisov Arena, Bielorrusia             | Bielorrusia                         | 3-2                                 | Anotado · Anotado                   |                                     | Amistoso                            |
| 27                                  | 28 de marzo de 2015                 | Memorial Coliseum, Estados Unidos      | Ecuador                             | 1-0                                 |                                     |                                     | Amistoso                            |
| 28                                  | 31 de marzo de 2015                 | Arrowhead, Estados Unidos              | Paraguay                            | 1-0                                 |                                     |                                     | Amistoso                            |
| 29                                  | 30 de mayo de 2015                  | Víctor Manuel Reyna, México            | Guatemala                           | 3-0                                 |                                     | Asistencia                          | Amistoso                            |
| 30                                  | 3 de junio de 2015                  | Nacional, Perú                         | Perú                                | 1-1                                 |                                     |                                     | Amistoso                            |
| 31                                  | 7 de junio de 2015                  | Allianz Parque, Brasil                 | Brasil                              | 2-0                                 |                                     |                                     | Amistoso                            |
| 32                                  | 12 de junio de 2015                 | Sausalito, Chile                       | Bolivia                             | 0-0                                 |                                     |                                     | Copa América de 2015                |
| 33                                  | 15 de junio de 2015                 | Nacional, Chile                        | Chile                               | 3-3                                 | Anotado                             |                                     | Copa América de 2015                |
| 34                                  | 19 de junio de 2015                 | El Teniente, Chile                     | Ecuador                             | 1-2                                 | Anotado                             |                                     | Copa América de 2015                |
| 35                                  | 4 de septiembre de 2015             | Rio Tinto, Estados Unidos              | Trinidad y Tobago                   | 3-3                                 | Anotado                             |                                     | Amistoso                            |
| 36                                  | 8 de septiembre de 2015             | AT&T Stadium, Estados Unidos           | Argentina                           | 2-2                                 |                                     |                                     | Amistoso                            |
| 37                                  | 10 de octubre de 2015               | Rose Bowl, Estados Unidos              | Estados Unidos                      | 3-2                                 |                                     | Asistencia                          | Copa Concacaf de 2015               |
| 38                                  | 13 de octubre de 2015               | Nemesio Díez, México                   | Panamá                              | 1-0                                 |                                     |                                     | Amistoso                            |
| 39                                  | 13 de noviembre de 2015             | Azteca, México                         | El Salvador                         | 3-0                                 |                                     |                                     | Clasificación Copa Mundial de 2018  |
| 40                                  | 17 de noviembre de 2015             | Olímpico Metropolitano, Honduras       | Honduras                            | 0-2                                 |                                     |                                     | Clasificación Copa Mundial de 2018  |
| 41                                  | 29 de marzo de 2016                 | Azteca, México                         | Canadá                              | 2-0                                 |                                     |                                     | Clasificación Copa Mundial de 2018  |
| 42                                  | 1 de junio de 2016                  | Qualcomm, Estados Unidos               | Chile                               | 1-0                                 |                                     |                                     | Amistoso                            |
| 43                                  | 5 de junio de 2016                  | University of Phoenix, Estados Unidos  | Uruguay                             | 3-1                                 |                                     | Asistencia · Asistencia             | Copa América de 2016                |
| 44                                  | 9 de junio de 2016                  | Rose Bowl, Estados Unidos              | Jamaica                             | 2-0                                 |                                     |                                     | Copa América de 2016                |
| 45                                  | 18 de junio de 2016                 | Levi's, Estados Unidos                 | Chile                               | 0-7                                 |                                     |                                     | Copa América de 2016                |
| 46                                  | 2 de septiembre de 2016             | Cuscatlán, El Salvador                 | El Salvador                         | 1-3                                 | Anotado                             |                                     | Clasificación Copa Mundial de 2018  |
| 47                                  | 15 de noviembre de 2016             | Rommel Fernández, Panamá               | Panamá                              | 0-0                                 |                                     |                                     | Clasificación Copa Mundial de 2018  |
| 48                                  | 24 de marzo de 2017                 | Azteca, México                         | Costa Rica                          | 2-0                                 |                                     |                                     | Clasificación Copa Mundial de 2018  |
| 49                                  | 28 de marzo de 2017                 | Hasely Crawford, Trinidad y Tobago     | Trinidad y Tobago                   | 0-1                                 |                                     |                                     | Clasificación Copa Mundial de 2018  |
| 50                                  | 1 de junio de 2017                  | MetLife, Estados Unidos                | Irlanda                             | 3-1                                 | Anotado                             |                                     | Amistoso                            |
| 51                                  | 8 de junio de 2017                  | Azteca, México                         | Honduras                            | 3-0                                 | Anotado                             |                                     | Clasificación Copa Mundial de 2018  |
| 52                                  | 18 de junio de 2017                 | Kazán Arena, Rusia                     | Portugal                            | 2-2                                 |                                     |                                     | Copa Confederaciones de 2017        |
| 53                                  | 21 de junio de 2017                 | Olímpico de Sochi, Rusia               | Nueva Zelanda                       | 2-1                                 | Anotado                             |                                     | Copa Confederaciones de 2017        |
| 54                                  | 29 de junio de 2017                 | Olímpico de Sochi, Rusia               | Alemania                            | 4-1                                 |                                     |                                     | Copa Confederaciones de 2017        |
| 55                                  | 2 de julio de 2017                  | Otkrytie Arena, Rusia                  | Portugal                            | 2-1                                 |                                     |                                     | Copa Confederaciones de 2017        |
| 56                                  | 5 de septiembre de 2017             | Nacional, Costa Rica                   | Costa Rica                          | 1-1                                 |                                     |                                     | Clasificación Copa Mundial de 2018  |
| 57                                  | 10 de octubre de 2017               | Olímpico Metropolitano, Honduras       | Honduras                            | 3-2                                 |                                     | Asistencia                          | Clasificación Copa Mundial de 2018  |
| 58                                  | 10 de noviembre de 2017             | Rey Balduino, Bélgica                  | Bélgica                             | 3-3                                 |                                     |                                     | Amistoso                            |
| 59                                  | 13 de noviembre de 2017             | Arena Gdansk, Polonia                  | Polonia                             | 0-1                                 | Anotado                             |                                     | Amistoso                            |
| 60                                  | 23 de marzo de 2018                 | Levi's, Estados Unidos                 | Islandia                            | 3-0                                 |                                     | Asistencia                          | Amistoso                            |
| 61                                  | 27 de marzo de 2018                 | AT&T Stadium, Estados Unidos           | Croacia                             | 0-1                                 |                                     |                                     | Amistoso                            |
| 62                                  | 2 de junio de 2018                  | Azteca, México                         | Escocia                             | 1-0                                 |                                     |                                     | Amistoso                            |
| 63                                  | 17 de junio de 2018                 | Olímpico Luzhnikí, Rusia               | Alemania                            | 0-1                                 |                                     |                                     | Copa Mundial de Fútbol de 2018      |
| 64                                  | 2 de julio de 2018                  | Samara Arena, Rusia                    | Brasil                              | 2-1                                 |                                     |                                     | Copa Mundial de Fútbol de 2018      |
| 65                                  | 7 de septiembre de 2018             | NRG, Estados Unidos                    | Uruguay                             | 1-4                                 | Anotado                             |                                     | Amistoso                            |
| 66                                  | 11 de octubre de 2018               | Universitario, México                  | Costa Rica                          | 3-2                                 | Anotado                             |                                     | Amistoso                            |
| 67                                  | 16 de octubre de 2018               | Corregidora, México                    | Chile                               | 0-1                                 |                                     |                                     | Amistoso                            |
| 68                                  | 16 de noviembre de 2018             | Mario Alberto Kempes, Argentina        | Argentina                           | 2-0                                 |                                     |                                     | Amistoso                            |
| 69                                  | 22 de marzo de 2019                 | SDCCU, Estados Unidos                  | Chile                               | 3-1                                 | Anotado                             |                                     | Amistoso                            |
| 70                                  | 5 de junio de 2019                  | Mercedes-Benz, Estados Unidos          | Venezuela                           | 3-1                                 |                                     |                                     | Amistoso                            |
| 71                                  | 9 de junio de 2019                  | AT&T Stadium, Estados Unidos           | Ecuador                             | 3-2                                 |                                     |                                     | Amistoso                            |
| 72                                  | 15 de junio de 2019                 | Rose Bowl, Estados Unidos              | Cuba                                | 7-0                                 | Anotado · Anotado                   | Asistencia                          | Copa de Oro de 2019                 |
| 73                                  | 19 de junio de 2019                 | Sports Authority Field, Estados Unidos | Canadá                              | 3-1                                 |                                     | Asistencia                          | Copa de Oro de 2019                 |
| —                                   | 23 de junio de 2019                 | Bank of America, Estados Unidos        | Martinica                           | 2-3                                 | Anotado                             | Asistencia                          | Copa de Oro de 2019                 |
| 74                                  | 29 de junio de 2019                 | NRG, Estados Unidos                    | Costa Rica                          | 1-1                                 | Anotado                             |                                     | Copa de Oro de 2019                 |
| 75                                  | 2 de julio de 2019                  | State Farm Stadium, Estados Unidos     | Haití                               | 0-1                                 | Anotado                             |                                     | Copa de Oro de 2019                 |
| 76                                  | 7 de julio de 2019                  | Soldier Field, Estados Unidos          | Estados Unidos                      | 1-0                                 |                                     | Asistencia                          | Copa de Oro de 2019                 |
| 77                                  | 10 de septiembre de 2019            | Alamodome,Estados Unidos               | Argentina                           | 4-0                                 |                                     |                                     | Amistoso                            |
| 78                                  | 15 de noviembre de 2019             | Rommel Fernández, Panamá               | Panamá                              | 0-3                                 | Anotado · Anotado                   | Asistencia                          | Liga de Naciones de 2019-20         |
| 79                                  | 19 de noviembre de 2019             | Nemesio Díez, México                   | Bermudas                            | 2-1                                 |                                     | Asistencia                          | Liga de Naciones de 2019-20         |
| 80                                  | 7 de octubre de 2020                | Johan Cruyff, Países Bajos             | Países Bajos                        | 0-1                                 | Anotado                             |                                     | Amistoso                            |
| 81                                  | 13 de octubre de 2020               | Cars Jeans, Países Bajos               | Argelia                             | 2-2                                 |                                     | Asistencia · Asistencia             | Amistoso                            |
| 82                                  | 14 de noviembre de 2020             | Wiener Neustadter, Austria             | Corea del Sur                       | 2-3                                 | Anotado                             |                                     | Amistoso                            |
| 83                                  | 17 de noviembre de 2020             | Merkur Arena, Austria                  | Japón                               | 0-2                                 | Anotado                             |                                     | Amistoso                            |
| 84                                  | 7 de octubre de 2021                | Azteca, México                         | Canadá                              | 1-1                                 |                                     |                                     | Clasificación Copa Mundial de 2022  |
| 85                                  | 10 de octubre de 2021               | Azteca, México                         | Honduras                            | 3-0                                 |                                     |                                     | Clasificación Copa Mundial de 2022  |
| 86                                  | 13 de octubre de 2021               | Cuscatlán, El Salvador                 | El Salvador                         | 0-2                                 | Anotado                             |                                     | Clasificación Copa Mundial de 2022  |
| 87                                  | 12 de noviembre de 2021             | TQL Stadium, Estados Unidos            | Estados Unidos                      | 2-0                                 |                                     |                                     | Clasificación Copa Mundial de 2022  |
| 88                                  | 16 de noviembre de 2021             | Commonwealth Stadium, Canadá           | Canadá                              | 2-1                                 |                                     |                                     | Clasificación Copa Mundial de 2022  |
| 89                                  | 3 de febrero de 2022                | Azteca, México                         | Panamá                              | 1:0                                 | Anotado                             |                                     | Clasificación Copa Mundial de 2022  |
| 90                                  | 25 de marzo de 2022                 | Azteca, México                         | Estados Unidos                      | 0:0                                 |                                     |                                     | Clasificación Copa Mundial de 2022  |
| 91                                  | 28 de marzo de 2022                 | Olímpico Metropolitano, Honduras       | Honduras                            | 0:1                                 |                                     |                                     | Clasificación Copa Mundial de 2022  |
| 92                                  | 31 de marzo de 2022                 | Azteca, México                         | El Salvador                         | 2:0                                 | Anotado                             |                                     | Clasificación Copa Mundial de 2022  |
| 93                                  | 3 de junio de 2022                  | State Farm Stadium, Estados Unidos     | Uruguay                             | 0:3                                 |                                     |                                     | Amistoso                            |
| 94                                  | 6 de junio de 2022                  | Soldier Field, Estados Unidos          | Ecuador                             | 0:0                                 |                                     |                                     | Amistoso                            |
| 95                                  | 16 de noviembre de 2022             | Montilivi, España                      | Suecia                              | 1:2                                 |                                     |                                     | Amistoso                            |
| 96                                  | 22 de noviembre de 2022             | Stadium 974, Catar                     | Polonia                             | 1:1                                 |                                     |                                     | Copa Mundial de Fútbol de 2022      |
| 97                                  | 26 de noviembre de 2022             | Lusail Stadium, Catar                  | Argentina                           | 0:2                                 |                                     |                                     | Copa Mundial de Fútbol de 2022      |
| 98                                  | 30 de noviembre de 2022             | Lusail Stadium, Catar                  | Arabia Saudita                      | 2:1                                 |                                     |                                     | Copa Mundial de Fútbol de 2022      |
| 99                                  | 27 de marzo de 2023                 | Azteca, México                         | Jamaica                             | 2:2                                 |                                     |                                     | Liga de Naciones de 2022-23         |
| 100                                 | 8 de junio de 2023                  | El Kraken, México                      | Guatemala                           | 2:0                                 | Anotado                             |                                     | Amistoso                            |
| 101                                 | 10 de septiembre de 2023            | AT&T Stadium, Estados Unidos           | Australia                           | 2:2                                 | Anotado                             |                                     | Amistoso                            |
| 102                                 | 13 de septiembre de 2023            | Mercedes-Benz, Estados Unidos          | Uzbekistán                          | 3:3                                 | Anotado · Anotado                   |                                     | Amistoso                            |
| 103                                 | 15 de octubre de 2023               | Bank of America, Estados Unidos        | Ghana                               | 2:0                                 |                                     |                                     | Amistoso                            |
| 104                                 | 18 de noviembre de 2023             | Chelato Uclés, Honduras                | Honduras                            | 0:2                                 |                                     |                                     | Liga de Naciones de 2022-23         |
| —                                   | 12 de octubre de 2024               | Estadio Cuauhtémoc, México             | Valencia C. F.                      | 2:2                                 |                                     |                                     | Amistoso                            |
| 105                                 | 15 de octubre de 2024               | Estadio Akron, México                  | Estados Unidos                      | 2:0                                 | Anotado                             | Asistencia                          | Amistoso                            |
| 106                                 | 15 de noviembre de 2024             | Francisco Morazán, Honduras            | Honduras                            | 2:0                                 |                                     |                                     | Liga de Naciones de 2024-25         |
| 107                                 | 19 de noviembre de 2024             | Nemesio Díez, México                   | Honduras                            | 4:0                                 | Anotado                             | Asistencia                          | Liga de Naciones de 2024-25         |
| 108                                 | 20 de marzo de 2025                 | SoFi Stadium, Estados Unidos           | Canadá                              | 0:2                                 | Anotado · Anotado                   |                                     | Liga de Naciones de 2024-25         |
| 109                                 | 23 de marzo de 2025                 | SoFi Stadium, Estados Unidos           | Panamá                              | 2:1                                 | Anotado · Anotado                   |                                     | Liga de Naciones de 2024-25         |
| 110                                 | 7 de junio de 2025                  | Rice-Eccles Stadium, Estados Unidos    | Suiza                               | 2:4                                 |                                     |                                     | Amistoso                            |
| 111                                 | 10 de junio de 2025                 | Kenan Stadium, Estados Unidos          | Turquía                             | 1:0                                 |                                     |                                     | Amistoso                            |
| 112                                 | 14 de junio de 2025                 | SoFi Stadium, Estados Unidos           | Dominicana                          | 3:2                                 | Anotado                             |                                     | Copa de Oro de 2025                 |
| 113                                 | 18 de junio de 2025                 | AT&T Stadium, Estados Unidos           | Surinam                             | 0:2                                 |                                     |                                     | Copa de Oro de 2025                 |
| 114                                 | 22 de junio de 2025                 | Allegiant Stadium, Estados Unidos      | Costa Rica                          | 0:0                                 |                                     |                                     | Copa de Oro de 2025                 |
| 115                                 | 28 de junio de 2025                 | State Farm Stadium, Estados Unidos     | Arabia Saudita                      | 2:0                                 |                                     |                                     | Copa de Oro de 2025                 |
| 116                                 | 2 de julio de 2025                  | Levi's, Estados Unidos                 | Honduras                            | 1:0                                 | Anotado                             |                                     | Copa de Oro de 2025                 |
| 117                                 | 6 de julio de 2025                  | Estadio NRG, Estados Unidos            | Estados Unidos                      | 1:2                                 | Anotado                             |                                     | Copa de Oro de 2025                 |

### Hat-tricks
A lo largo de su carrera, Raúl Jiménez ha conseguido dos tripletes, ambos con el Club América. El primero de ellos lo hizo ante el Club Santos Laguna, en un partido que los Azulcremas perdían por 1-3 en la fase de cuartos de final del torneo Clausura 2014. Tiempo después, en el penúltimo encuentro que marcaba su despedida al fútbol europeo ante el Club Puebla, volvió a anotar un hat-trick para sellar una contundente victoria de 0-4 goles.
| Partidos en los que anotó tres o más goles | Partidos en los que anotó tres o más goles | Partidos en los que anotó tres o más goles | Partidos en los que anotó tres o más goles | Partidos en los que anotó tres o más goles | Partidos en los que anotó tres o más goles | Partidos en los que anotó tres o más goles |
| N.º                                        | Fecha                                      | Estadio                                    | Partido                                    | Goles                                      | Resultado                                  | Competición                                |
| ------------------------------------------ | ------------------------------------------ | ------------------------------------------ | ------------------------------------------ | ------------------------------------------ | ------------------------------------------ | ------------------------------------------ |
| 1.                                         | 30 de abril de 2014                        | Estadio Azteca, Ciudad de México           | C. América - C. Santos Laguna              | Anotado · Anotado · Anotado                | 5 - 3                                      | Primera División de México                 |
| 2.                                         | 2 de agosto de 2014                        | Estadio Cuauhtémoc, Puebla                 | C. Puebla - C. América                     | Anotado · Anotado · Anotado                | 0 - 4                                      | Primera División de México                 |

### Resumen estadístico
|                            | Partidos | Goles | Promedio | Asistencias | Promedio | Goles y asistencias | Promedio |
| -------------------------- | -------- | ----- | -------- | ----------- | -------- | ------------------- | -------- |
| Primera División de México | 96       | 36    | 0.38     | 13          | 0.14     | 49                  | 0.51     |
| Primera División de España | 21       | 1     | 0.05     | 2           | 0.1      | 3                   | 0.14     |
| Primeira Liga              | 80       | 18    | 0.23     | 10          | 0.13     | 28                  | 0.35     |
| Premier League             | 197      | 59    | 0.3      | 21          | 0.11     | 80                  | 0.41     |
| Subtotal en liga           | 394      | 114   | 0.29     | 46          | 0.12     | 160                 | 0.41     |
| Copas nacionales           | 56       | 18    | 0.32     | 5           | 0.09     | 23                  | 0.41     |
| Copas internacionales      | 39       | 16    | 0.41     | 8           | 0.21     | 24                  | 0.62     |
| Selección de México sub-23 | 12       | 1     | 0.08     | 5           | 0.42     | 6                   | 0.5      |
| Selección de México        | 117      | 42    | 0.36     | 15          | 0.13     | 57                  | 0.49     |
| Total                      | 618      | 191   | 0.31     | 79          | 0.13     | 270                 | 0.44     |

## Palmarés

### Títulos nacionales
| Título                | Club               | País     | Año  |
| --------------------- | ------------------ | -------- | ---- |
| Primera División      | C. América         | México   | 2013 |
| Primera División      | C. América         | México   | 2014 |
| Supercopa de España   | Atlético de Madrid | España   | 2014 |
| Primeira Liga         | S. L. Benfica      | Portugal | 2016 |
| Copa de la Liga       | S. L. Benfica      | Portugal | 2016 |
| Supercopa de Portugal | S. L. Benfica      | Portugal | 2016 |
| Primeira Liga         | S. L. Benfica      | Portugal | 2017 |
| Copa de Portugal      | S. L. Benfica      | Portugal | 2017 |
| Supercopa de Portugal | S. L. Benfica      | Portugal | 2017 |

### Títulos internacionales
| Título                          | Club (*)      | Sede           | Año  |
| ------------------------------- | ------------- | -------------- | ---- |
| Juegos Olímpicos                | México Sub-23 | Reino Unido    | 2012 |
| Copa Concacaf                   | México        | Estados Unidos | 2015 |
| Copa de Oro de la Concacaf      | México        | Estados Unidos | 2019 |
| Liga de Naciones de la Concacaf | México        | Estados Unidos | 2025 |
| Copa de Oro de la Concacaf      | México        | Estados Unidos | 2025 |

(*) Incluyendo la selección

### Distinciones individuales
| Distinción                                                     | Año  |
| -------------------------------------------------------------- | ---- |
| Mejor gol del año en la Concacaf                               | 2013 |
| Máximo goleador de la Copa de la Liga de Portugal              | 2016 |
| Delantero histórico del Club América en su Centenario          | 2016 |
| Balón de Oro de la Copa de Oro de la Concacaf                  | 2019 |
| Incluido en el Once Ideal de la Copa de Oro de la Concacaf     | 2019 |
| Máximo goleador de la temporada 2018/19 de Wolverhampton F. C. | 2019 |
| MVP de la temporada 2018/19 de Wolverhampton F. C.             | 2019 |
| Jugador de la Temporada 2018/19 de Midlands                    | 2019 |
| Máximo goleador de la temporada 2019/20 de Wolverhampton F. C. | 2020 |
| MVP de la temporada 2019/20 de Wolverhampton F. C.             | 2020 |
| Jugador favorito de los aficionados de Wolverhampton F. C.     | 2020 |
| XI Ideal de la Concacaf según la IFFHS                         | 2020 |
| Mejor jugador de la Liga de Naciones de la Concacaf            | 2025 |
| XI Ideal de la Concacaf Nations League                         | 2025 |
| Jugador del Partido                                            |      |
| Jugador del Partido de la Final de la Concacaf Nations League  | 2025 |
| Jugador del Partido de la Final de la Copa Oro                 | 2025 |